# 星野信幸
星野 信幸（ほしの のぶゆき、1949年3月11日 - ）は、東京都小金井市出身の元騎手・元調教助手。

## 来歴
馬事公苑花の15期生の一人であり、柴田政人・岡部幸雄・福永洋一・伊藤正徳と同期である  。
1968年3月2日に東京・橋本輝雄厩舎からデビューし、中山第9競走5歳以上120万下・スパートターフ（10頭中3着）で初騎乗を果たす。同レースを勝利したのは同期の岡部が騎乗するタリヤーフオンテンで、2着ニユダイトの鞍上は14期生ながらデビュー年が同じになった池上昌弘であった。
4月7日の中山第6競走5歳以上70万下ではダイサチに騎乗し、増沢末夫や兄弟子の丸目敏栄を抑えて初勝利を挙げる 。5月12日の中山で自身初の1日2勝を挙げると 、6月には作家の吉屋信子が所有するリツシユンで東京障害特別（春）を制し、デビュー3ヶ月での重賞初制覇を達成。新人年の障害重賞勝利は瀬戸口勉・加賀武見・中西武信に続く4人目となったが、その後は同期の伊藤が同年の東京障害特別（秋）をフリートターフで制し、1969年には田村正光が東京障害特別（春）・クインサーフで達成しており、2022年時点では田村が最後となっている。星野は瀬戸口、中西と共に平地含めた重賞初騎乗での勝利でもあった。
2年目の1969年には7月5日と同20日の新潟第3競走障害4歳以上未勝利で共にフジノテンカに騎乗して2着であったが、勝ち馬は異なるものの、騎乗は共に同期の目黒正徳であった 。1年目の同年は平地12勝、障害10勝と共に2桁の計22勝と上々のスタートを決める 。七夕賞で丸目から乗り替わったマツセダンに騎乗し、オークス馬ルピナスを4馬身突き放してのレコード勝ちで平地重賞初勝利。続く福島大賞典ではルピナス・ハクセツ・メジロアサマを封じて重賞を連勝するなど、同年には自己最多の32勝をマーク。
マツセダンとのコンビでは1970年のダイヤモンドステークスでダービー馬ダイシンボルガードとアタマ差2着に入ると、アルゼンチンジョッキークラブカップではスピードシンボリをハナ差抑えて重賞4勝目を挙げ、安田記念ではメジロアサマの3着に入る。同馬以外では同厩の菊花賞馬アカネテンリュウに第1回マイラーズカップで初めて騎乗し、不良馬場でトウメイ・ダテホーライに歯が立たなかったが、同じく西下していた関東馬ミノルに先着の5着と掲示板は確保。3年目の同年は8勝に終わるが、1971年から1976年までは6年連続10勝台の2桁を記録。
1971年からは丸目が引退したために橋本厩舎を主戦騎手として支えることになり、元々は丸目が務めていたアカネテンリュウの主戦も引き継いだが、なかなか勝てなかった時は丸目が引き合いに出されて色々と言われた。そんな中で1972年の東京新聞杯を不良馬場で61kgながら勝たせ、天皇賞（春）ではベルワイドの3着に入る。
1974年にはフェアーリュウでクラシック戦線に挑み、キタノカチドキが勝った皐月賞4着、菊花賞3着と健闘。その後も重賞は勝てなかったが、明け5歳になった1975年は目黒記念（春）でカーネルシンボリの3着、天皇賞（春）でイチフジイサミに次ぐ4着、第16回宝塚記念でナオキに次ぐ5着と積極的に大レースに挑戦した。スモールキングではアルゼンチンJCCでベルワイドに先着の3着、安田記念ではナスノチグサ・ホワイトフォンテン・ニットウチドリ・サクライワイに先着の2着、ステイヤーズステークスでも3着と距離問わず重賞で善戦。
伊藤竹男厩舎に移籍した1979年にはリキアイオーで東京4歳ステークス・弥生賞・スプリングステークスと3連勝し、1番人気に支持された皐月賞では岩城博俊騎乗のカシマセイカンに絡まれまくって4着に終わる。盛山毅（当時・フジテレビアナウンサー）に「喧嘩を仕掛けていきました岩城!」と実況されるほど競り掛けられたが、星野も譲らずに逃げ争いを繰り広げ、最後は一杯になるも粘った。ダービーでは8枠26番ながら8着と健闘したが、春のトライアルでビンゴガルー・カツラノハイセイコ・ハシハーミットと後のクラシックホースを全て下していた 。ダービー当日の5月7日の第2競走4歳未勝利では22頭中21番人気のキタノキングで勝利し、単勝40690円、複勝9000円の払戻レコード（当時）を樹立。同年は3年ぶりで自身最後の2桁となる12勝を挙げるが、その後は1桁台に落ち着く。
1981年からは独立してフリーとなるが、1983年は1勝に終わる。
1986年は3月8日の小倉第11競走4歳以上400万下・リマンドスタンが最後の勝利となり、11月16日の福島第4競走4歳未勝利・エメラルドマリー（14頭中12着）が最後の騎乗となった。
1987年には西塚十勝厩舎所属となるも騎乗は無くなり、1988年限りで現役を引退。
引退後は調教助手を務め、2012年には福永洋一記念当日の高知で開かれた花の15期生の同期会に参加し、洋一を囲んでの会見ではエピソードを語った 。2016年には休苑前の馬事公苑を訪問し、思い出話に花を咲かせた。

## 騎手成績
| 通算成績 | 1着 | 2着 | 3着 | 4着以下 | 騎乗回数 | 勝率 | 連対率 |
| -------- | --- | --- | --- | ------- | -------- | ---- | ------ |
| 平地     | 169 | 167 | 165 | 1410    | 1911     | .088 | .176   |
| 障害     | 19  | 17  | 18  | 50      | 104      | .183 | .346   |
| 計       | 188 | 184 | 183 | 1460    | 2015     | .093 | .185   |

### 主な騎乗馬
- リツシユン（1968年東京障害特別 (春)）
- マツセダン（1969年七夕賞・福島大賞典、1970年アルゼンチンジョッキークラブカップ）
- アカネテンリュウ（1972年東京新聞杯）
- リキアイオー（1979年東京4歳ステークス・弥生賞・スプリングステークス）